# Train S Liège

Le Train S Liège ou réseau suburbain (réseau S) de Liège est le nom d'un réseau de trains suburbains (trains S) de la SNCB dans et autour la ville de Liège.

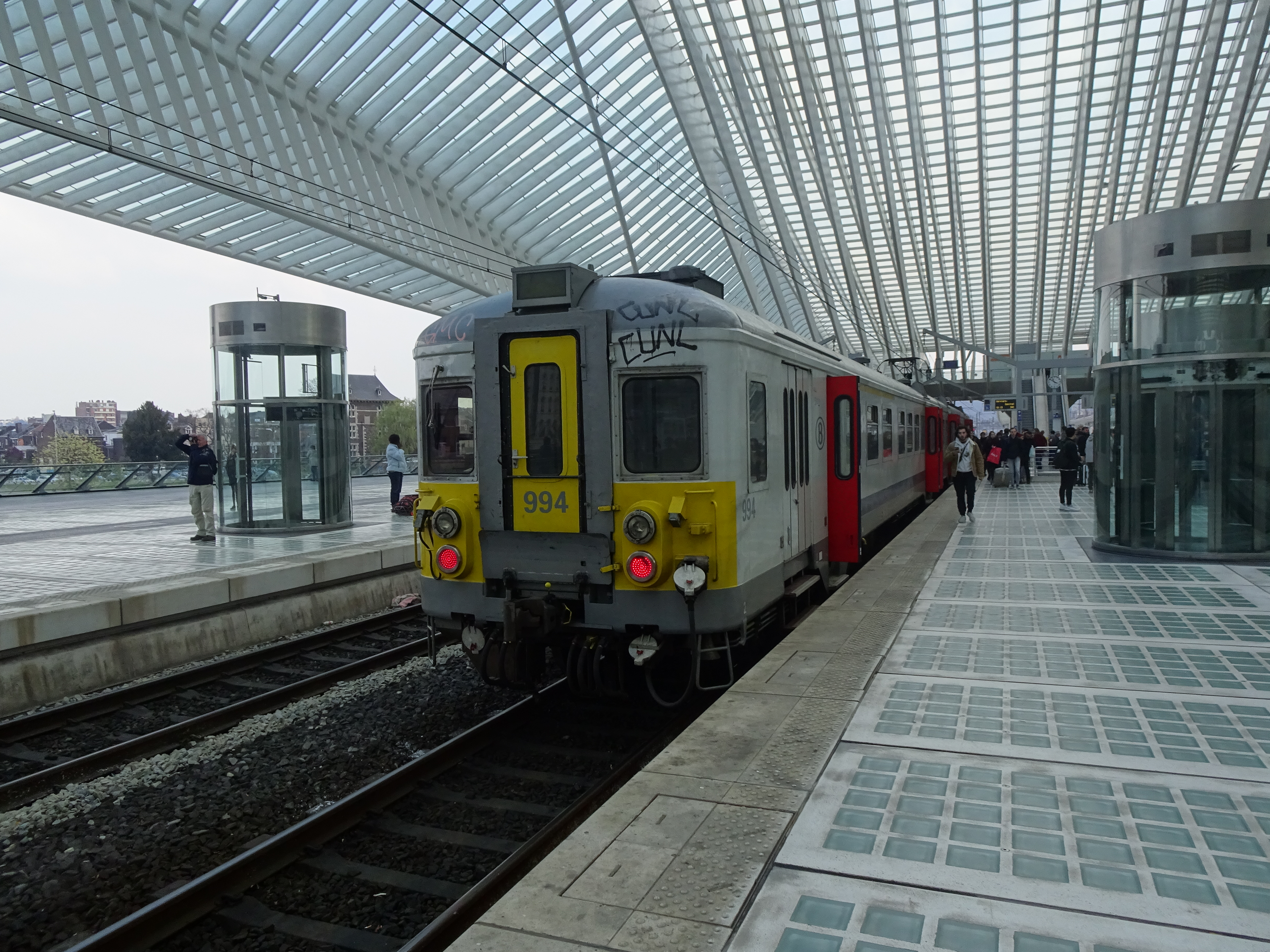
Train de la ligne S41 (Liers - Gare de Verviers-Central) en gare de Liège-Guillemins (2019).

## Objectifs
La région liégeoise est un important bassin d’emploi du pays. Une grande partie de ces emplois sont occupés par des travailleurs en provenance des autres régions, dont une importante proportion réside dans le territoire couvert par le projet. De nombreux véhicules individuels convergent chaque jour vers la ville, générant d’importants problèmes de mobilité, de pollution et de gaspillage d’énergie.
En outre, le réseau ferroviaire, notamment les trains omnibus, est sous-utilisé ; de nombreuses lignes et gares convergeant autour de Liège sont désormais fermées.
Le réseau suburbain est l’une des réponses à ces problèmes croissants qui mènent à la saturation de l’espace public. L’objectif est d’augmenter notablement la proportion de travailleurs et autres navetteurs utilisant les transports en commun.
Il doit aussi permettre d’améliorer les déplacements à l’intérieur de la ville, en complément aux réseaux de transports en commun existants.

## Historique du projet

### Les réseaux suburbains en Belgique
La Région de Bruxelles-Capitale a été la première pour laquelle un réseau de trains suburbains désignés Trains "S", le premier projet date du début des années 1990 et les premiers travaux n’ont finalement démarré qu’en 2005 ; l'offre a été lancée le 13 décembre 2015 après la fin de quelques travaux importants (tunnel Schuman-Josaphat, modernisation de gares, (ré)ouverture de points d'arrêts...).
Le réseau bruxellois compte actuellement 14 lignes. De nombreux travaux restent encore en cours ou inachevés ; ils devraient être terminés au plus tard pour 2031[réf. nécessaire].
À partir du 3 septembre 2018, la SNCB a étendu la notion de train S à quatre autres grandes villes belges : Anvers, Charleroi, Gand et Liège, rebaptisant à l'occasion les trains omnibus qui circulaient déjà autour de ces villes. Ce projet va de pair avec les travaux d'infrastructure qui comprennent entre-autres le quadruplement de la ligne 50A entre Gand et Bruges, la réouverture de la ligne 125A aux voyageurs ainsi que des gares de Chaudfontaine, Ougrée, Seraing.

## Matériel roulant
Les automotrices AM08, matériel le plus moderne, n'effectuent qu'une partie des trains du réseau "S" de Liège. Les autres trains sont assurés en automotrice classique ou par des automotrices AM80.

## Le réseau
Le réseau a été lancé le 3 septembre 2018 et compte initialement 4 lignes.
Ces lignes sont en partie déjà existantes dans l'offre SNCB (lignes de type L). Une nouvelle dénomination vise avant tout à permettre une lecture cohérente du réseau en cours de développement, bien que les trains omnibus Liège - Huy - Namur empruntant la ligne 125 restent catégorisés comme trains L. Les quatre lignes du réseau "S" de Liège ont ainsi pour dénomination un « S » (ligne suburbaine ou S-Bahn) suivi du numéro de la ligne.
La ligne S42 est cependant une création nouvelle, réalisée pour le projet de réseau "S" de la ville de Liège.
Dans le projet sont aussi comprises quelques lignes de type "L", dans la banlieue liégeoise qui ne sont pas devenues des lignes "S" :
- L1 : Namur - Huy - Liège-Guillemins
- L9 : Spa-Géronstère - Verviers-Central - Aix-la-Chapelle (D)
- L15 : Marloie - Liège-Guillemins - Liers

### Plan 2018(3 septembre 2018- 9 décembre 2018)
Lancement de l'offre.
| Ligne | Parcours                                      | Arrêts | Fréquence                                       | Trajets prolongés aux heures de pointe | Matériel roulant (pointes) |
| ----- | --------------------------------------------- | ------ | ----------------------------------------------- | -------------------------------------- | -------------------------- |
| S41   | Herstal - Liège-Guillemins - Verviers-Central | 12     | 1/h                                             | Welkenraedt / Eupen                    | AM classique               |
| S42   | Liers - Seraing - Flémalle-Haute              | 9      | 1/h (pointes 2/h)                               |                                        | AM classique, AM08         |
| S43   | (Hasselt -) Liège-Guillemins - Maastricht     | 16 / 6 | Lu-Ve : 1/h (prolongé vers Hasselt) Sa-Di : 1/h |                                        | AM80                       |
| S44   | Waremme - Liège-Guillemins                    | 9 / 12 | 1/h (pointes 2/h)                               | Flémalle-Haute (1 train/2)             | AM classique, AM80         |

### Plan 2019(10 décembre 2018- 8 décembre 2019)
Davantage de trains prolongés aux heures de pointe ou circulant le week-end.
Des travaux sur la ligne 40 contraignent à limiter à Liège-Guillemins les trains de la ligne S41.
| Ligne | Parcours                                      | Arrêts | Fréquence                                       | Trajets prolongés aux heures de pointe   | Matériel roulant (pointes) |
| ----- | --------------------------------------------- | ------ | ----------------------------------------------- | ---------------------------------------- | -------------------------- |
| S41   | Herstal - Liège-Guillemins - Verviers-Central | 9      | 1/h (pointes 2/h)                               | Liège-Saint-Lambert, Welkenraedt / Eupen | AM classique               |
| S42   | Liers - Seraing - Flémalle-Haute              | 9      | 1/h (pointes 2/h)                               |                                          | AM classique, AM08, AM80   |
| S43   | (Hasselt) - Liège-Guillemins - Maastricht     | 16 / 6 | Lu-Ve : 1/h (prolongé vers Hasselt) Sa-Di : 1/h |                                          | AM classique, AM80         |
| S44   | Waremme - Liège-Guillemins                    | 9 / 12 | 1/h (pointes 2/h)                               | Flémalle-Haute (1 train/2)               | AM classique, AM80         |

### Plan 202014 décembre 2019- 12 décembre 2020
| Ligne | Parcours                                                | Arrêts | Fréquence                                                        | Trajets prolongés aux heures de pointe    | Matériel roulant (pointes) |
| ----- | ------------------------------------------------------- | ------ | ---------------------------------------------------------------- | ----------------------------------------- | -------------------------- |
| S41   | Liège-Guillemins - Verviers-Central                     | 9      | Lu-Ve : 1/h (pointes 2/h) Sa-Di : 1/h (prolongé vers Herstal)    | Liège-Saint-Lambert, Welkenraedt / Eupen  | AM classique               |
| S42   | Liers - Liège - Seraing - Flémalle-Haute                | 9      | 1/h                                                              |                                           | (AM classique), AM08, AM80 |
| S43   | (Hasselt) - Liège-Guillemins - Maastricht               | 16 / 6 | Lu-Ve : Hasselt-Maastricht 1/h Sa-Di : Liège-Maastricht 1/h      |                                           | AM80                       |
| S44   | (Landen -) Waremme - Liège-Guillemins (-Flémalle-Haute) | 9 / 12 | Lu-Ve : Waremme-Liège 1/h (pointes 2/h) Sa-Di : Landen-Liège 1/h | Flémalle-Haute (1 train/2 en h de pointe) | (AM classique), AM80       |

### Plan 2021(13 décembre 2020- 11 décembre 2021)
| Ligne | Parcours                                      | Arrêts | Fréquence                                                                               | Trajets prolongés aux heures de pointe | Matériel roulant (pointes) |
| ----- | --------------------------------------------- | ------ | --------------------------------------------------------------------------------------- | -------------------------------------- | -------------------------- |
| S41   | Herstal - Liège-Guillemins - Verviers-Central | 12     | Lu-Ve : 1/h Sa-Di : 1/h                                                                 | Welkenraedt / Eupen                    | AM classique               |
| S42   | Liers - Liège - Seraing - Flémalle-Haute      | 9      | 1/h                                                                                     |                                        | (AM classique), AM08, AM80 |
| S43   | (Hasselt) - Liège-Guillemins - Maastricht     | 16 / 6 | Lu-Ve : Hasselt-Maastricht 1/h Sa-Di : Liège-Maastricht 1/h                             |                                        | AM80                       |
| S44   | (Landen -) Waremme - Liège-Guillemins         | 9 / 12 | Lu-Ve : Waremme-Liège 1/h (pointes 2/h entre Waremme et Liège) Sa-Di : Landen-Liège 1/h | Flémalle-Haute                         | (AM classique), AM80       |

### Plan 2022(àpd 12 décembre 2021)
| Ligne | Parcours                                                  | Arrêts | Fréquence                                                                                  | Trajets prolongés aux heures de pointe | Matériel roulant (pointes) |
| ----- | --------------------------------------------------------- | ------ | ------------------------------------------------------------------------------------------ | -------------------------------------- | -------------------------- |
| S41   | Liège-Saint-Lambert - Liège-Guillemins - Verviers-Central | 11     | Lu-Ve : 1/h (pointes 2/h) Sa-Di : 1/h                                                      | Herstal, Welkenraedt / Eupen           | AM classique               |
| S42   | Liers - Liège - Seraing - Flémalle-Haute                  | 9      | 1/h                                                                                        |                                        | (AM classique), AM08, AM80 |
| S43   | (Hasselt) - Liège-Guillemins - Maastricht                 | 16 / 6 | Lu-Ve : Hasselt-Maastricht 1/h (pointes liège-Visé 2/h) Sa-Di : Liège-Maastricht 1/h       |                                        | AM80                       |
| S44   | (Landen -) Waremme - Liège-Guillemins - Flémalle-Haute    | 12     | Lu-Ve : Waremme-Flémalle 1/h (pointes 2/h entre Waremme et Liège) Sa-Di : Landen-Liège 1/h |                                        | (AM classique), AM80       |

### Plan 2023 (jusqu'au 09 décembre 2023)
| Ligne | Caractéristiques | Caractéristiques                                    | Caractéristiques                                    | Caractéristiques                                    | Caractéristiques                                    | Caractéristiques                                    | Caractéristiques                                    | Caractéristiques                                    | Caractéristiques                                    |
| S41   | Liège-Saint-Lambert ⥋ Verviers-Central | Liège-Saint-Lambert ⥋ Verviers-Central              | Liège-Saint-Lambert ⥋ Verviers-Central              | Liège-Saint-Lambert ⥋ Verviers-Central              | Liège-Saint-Lambert ⥋ Verviers-Central              | Liège-Saint-Lambert ⥋ Verviers-Central              | Liège-Saint-Lambert ⥋ Verviers-Central              | Liège-Saint-Lambert ⥋ Verviers-Central              | Liège-Saint-Lambert ⥋ Verviers-Central              |
| ----- | --- | --------------------------------------------------- | --------------------------------------------------- | --------------------------------------------------- | --------------------------------------------------- | --------------------------------------------------- | --------------------------------------------------- | --------------------------------------------------- | --------------------------------------------------- |
| S41   | Ouverture / Fermeture 3 septembre 2018 / — | Longueur —                                          | Durée 43 min                                        | Nb. d’arrêts 11                                     | Matériel AM Classique                               | Jours de fonctionnement Tous les jours              | Jour / Soir / Nuit / Fêtes O / O / N / O            | Voy. / an —                                         | Dépôt Kinkempois                                    |
| S41   | Desserte : Liège-St-Lambert - Liège-Guillemins - Angleur - Verviers-Central |                                                     |                                                     |                                                     |                                                     |                                                     |                                                     |                                                     |                                                     |
| S41   | Autre : |                                                     |                                                     |                                                     |                                                     |                                                     |                                                     |                                                     |                                                     |
| S41   | Dernière actualisation : — |                                                     |                                                     |                                                     |                                                     |                                                     |                                                     |                                                     |                                                     |
| S42   | Liers ⥋ Flémalle-Haute | Liers ⥋ Flémalle-Haute                              | Liers ⥋ Flémalle-Haute                              | Liers ⥋ Flémalle-Haute                              | Liers ⥋ Flémalle-Haute                              | Liers ⥋ Flémalle-Haute                              | Liers ⥋ Flémalle-Haute                              | Liers ⥋ Flémalle-Haute                              | Liers ⥋ Flémalle-Haute                              |
| S42   | Ouverture / Fermeture 3 septembre 2018 / — | Longueur —                                          | Durée 44 min                                        | Nb. d’arrêts 9                                      | Matériel —                                          | Jours de fonctionnement Tous les jours              | Jour / Soir / Nuit / Fêtes O / O / N / O            | Voy. / an —                                         | Dépôt Kinkempois                                    |
| S42   | Desserte : Liers - Liège-St-Lambert - Liège-Guillemins - Seraing - Flémalle-Haute |                                                     |                                                     |                                                     |                                                     |                                                     |                                                     |                                                     |                                                     |
| S42   | Autre : |                                                     |                                                     |                                                     |                                                     |                                                     |                                                     |                                                     |                                                     |
| S42   | Dernière actualisation : — |                                                     |                                                     |                                                     |                                                     |                                                     |                                                     |                                                     |                                                     |
| S43   | (Hasselt) Liège-Guillemins ⥋ Maastricht (NL) | (Hasselt) Liège-Guillemins ⥋ Maastricht (NL)        | (Hasselt) Liège-Guillemins ⥋ Maastricht (NL)        | (Hasselt) Liège-Guillemins ⥋ Maastricht (NL)        | (Hasselt) Liège-Guillemins ⥋ Maastricht (NL)        | (Hasselt) Liège-Guillemins ⥋ Maastricht (NL)        | (Hasselt) Liège-Guillemins ⥋ Maastricht (NL)        | (Hasselt) Liège-Guillemins ⥋ Maastricht (NL)        | (Hasselt) Liège-Guillemins ⥋ Maastricht (NL)        |
| S43   | Ouverture / Fermeture 3 septembre 2018 / — | Longueur —                                          | Durée 1 h 36 min/33 min                             | Nb. d’arrêts 16/6                                   | Matériel AM80                                       | Jours de fonctionnement Tous les jours              | Jour / Soir / Nuit / Fêtes O / O / N / O            | Voy. / an —                                         | Dépôt Kinkempois                                    |
| S43   | Desserte : (Hasselt - Tongres - Liège-St-Lambert) Liège-Guillemins - Visé - Maastricht |                                                     |                                                     |                                                     |                                                     |                                                     |                                                     |                                                     |                                                     |
| S43   | Autre : Le week-end, circule uniquement de Liège-Guillemins à Maastricht |                                                     |                                                     |                                                     |                                                     |                                                     |                                                     |                                                     |                                                     |
| S43   | Dernière actualisation : — |                                                     |                                                     |                                                     |                                                     |                                                     |                                                     |                                                     |                                                     |
| S44   | (Landen) Waremme ⥋ Liège-Guillemins (Flémalle-Haute | (Landen) Waremme ⥋ Liège-Guillemins (Flémalle-Haute | (Landen) Waremme ⥋ Liège-Guillemins (Flémalle-Haute | (Landen) Waremme ⥋ Liège-Guillemins (Flémalle-Haute | (Landen) Waremme ⥋ Liège-Guillemins (Flémalle-Haute | (Landen) Waremme ⥋ Liège-Guillemins (Flémalle-Haute | (Landen) Waremme ⥋ Liège-Guillemins (Flémalle-Haute | (Landen) Waremme ⥋ Liège-Guillemins (Flémalle-Haute | (Landen) Waremme ⥋ Liège-Guillemins (Flémalle-Haute |
| S44   | Ouverture / Fermeture 3 septembre 2018 / — | Longueur —                                          | Durée (42 min)/32 min/57 min                        | Nb. d’arrêts 10/9/12                                | Matériel AM80, AM Classique                         | Jours de fonctionnement Tous les jours              | Jour / Soir / Nuit / Fêtes O / O / N / O            | Voy. / an —                                         | Dépôt Kinkenmpois                                   |
| S44   | Desserte : (Landen) Waremme - Ans - Liège-Guillemins (Seraing - Flémalle-Haute) |                                                     |                                                     |                                                     |                                                     |                                                     |                                                     |                                                     |                                                     |
| S44   | Autre : Le week-end, circule uniquement de Landen à Liège-Guillemins. En semaine, hors heures de pointe, circule uniquement de Waremme à Liège-Guillemins. En semaine, en heure de pointe, un train sur deux est prolongé de Liège-Guillemins à Flémalle-Haute. |                                                     |                                                     |                                                     |                                                     |                                                     |                                                     |                                                     |                                                     |
| S44   | Dernière actualisation : — |                                                     |                                                     |                                                     |                                                     |                                                     |                                                     |                                                     |                                                     |

Les 4 lignes du réseau sont secondées par 3 lignes dites "L" (local), qui n'ont pas été reprises dans le projet car circulant à plus de 30 kilomètres de Liège.
- L1 : Namur - Huy - Liège-Guillemins
- L09 : Spa-Géronstère - Verviers-Central - Aix-la-Chapelle (D)
- L15 : Marloie - Liège-Guillemins - Liers

### Réseau actuel (àpd 10 décembre 2023)
| Ligne | Caractéristiques | Caractéristiques                                                | Caractéristiques                                                                               | Caractéristiques                                                | Caractéristiques                                                | Caractéristiques                                                | Caractéristiques                                                | Caractéristiques                                                | Caractéristiques                                                |
| S41   | Hasselt - Liège - Verviers - Aix-la-Chapelle | Hasselt - Liège - Verviers - Aix-la-Chapelle                    | Hasselt - Liège - Verviers - Aix-la-Chapelle                                                   | Hasselt - Liège - Verviers - Aix-la-Chapelle                    | Hasselt - Liège - Verviers - Aix-la-Chapelle                    | Hasselt - Liège - Verviers - Aix-la-Chapelle                    | Hasselt - Liège - Verviers - Aix-la-Chapelle                    | Hasselt - Liège - Verviers - Aix-la-Chapelle                    | Hasselt - Liège - Verviers - Aix-la-Chapelle                    |
| S41   | Hasselt ⥋ Aachen HBF (DE) | Hasselt ⥋ Aachen HBF (DE)                                       | Hasselt ⥋ Aachen HBF (DE)                                                                      | Hasselt ⥋ Aachen HBF (DE)                                       | Hasselt ⥋ Aachen HBF (DE)                                       | Hasselt ⥋ Aachen HBF (DE)                                       | Hasselt ⥋ Aachen HBF (DE)                                       | Hasselt ⥋ Aachen HBF (DE)                                       | Hasselt ⥋ Aachen HBF (DE)                                       |
| ----- | --- | --------------------------------------------------------------- | ---------------------------------------------------------------------------------------------- | --------------------------------------------------------------- | --------------------------------------------------------------- | --------------------------------------------------------------- | --------------------------------------------------------------- | --------------------------------------------------------------- | --------------------------------------------------------------- |
| S41   | Ouverture / Fermeture 10 décembre 2023 / — | Longueur —                                                      | Durée 61 entre Hasselt et Liège-Guillemins 74 entre Liège-Saint-Lambert et Aachen HBF (DE) min | Nb. d’arrêts 24                                                 | Matériel HLE 18 + 4 voitures I11 AM80                           | Jours de fonctionnement —                                       | Jour / Soir / Nuit / Fêtes — / — / — / —                        | Voy. / an —                                                     | Dépôt —                                                         |
| S41   | Desserte : Hasselt - Diepenbeek - Bilzen - Tongres - Glons - Liers - Milmort - Herstal - Liège-Saint-Lambert - Liège-Carré - Liège-Guillemins - Angleur - Chênée - Chaudfontaine - Trooz - Fraipont - Nessonvaux - Pepinster - Verviers-Central - Verviers-Palais - Dolhain-Gileppe - Welkenraedt - Hergenrath - Aachen Hbf (DE) |                                                                 |                                                                                                |                                                                 |                                                                 |                                                                 |                                                                 |                                                                 |                                                                 |
| S41   | Autre : La ligne est séparée en deux parties : une partie des trains roule entre Hasselt et Liège-Guillemins, l'autre entre Liège-Saint-Lambert et Aachen HBF (DE) |                                                                 |                                                                                                |                                                                 |                                                                 |                                                                 |                                                                 |                                                                 |                                                                 |
| S41   | Dernière actualisation : — |                                                                 |                                                                                                |                                                                 |                                                                 |                                                                 |                                                                 |                                                                 |                                                                 |
| S42   | Liers - Liège - Flémalle-Haute | Liers - Liège - Flémalle-Haute                                  | Liers - Liège - Flémalle-Haute                                                                 | Liers - Liège - Flémalle-Haute                                  | Liers - Liège - Flémalle-Haute                                  | Liers - Liège - Flémalle-Haute                                  | Liers - Liège - Flémalle-Haute                                  | Liers - Liège - Flémalle-Haute                                  | Liers - Liège - Flémalle-Haute                                  |
| S42   | Liers ⥋ Flémalle-Haute |                                                                 |                                                                                                |                                                                 |                                                                 |                                                                 |                                                                 |                                                                 |                                                                 |
| S42   | Ouverture / Fermeture 10 décembre 2023 / — | Longueur —                                                      | Durée 46 min                                                                                   | Nb. d’arrêts 9                                                  | Matériel AM80                                                   | Jours de fonctionnement —                                       | Jour / Soir / Nuit / Fêtes — / — / — / —                        | Voy. / an —                                                     | Dépôt —                                                         |
| S42   | Desserte : Liers - Milmort - Herstal - Liège-Saint-Lambert - Liège-Carré - Liège-Guillemins - Ougrée - Seraing - Flémalle-Haute |                                                                 |                                                                                                |                                                                 |                                                                 |                                                                 |                                                                 |                                                                 |                                                                 |
| S42   | Autre : |                                                                 |                                                                                                |                                                                 |                                                                 |                                                                 |                                                                 |                                                                 |                                                                 |
| S42   | Dernière actualisation : — |                                                                 |                                                                                                |                                                                 |                                                                 |                                                                 |                                                                 |                                                                 |                                                                 |
| S43   | Liège-Guillemins - Visé - Maastricht (NL) - Aix-la-Chapelle (D) | Liège-Guillemins - Visé - Maastricht (NL) - Aix-la-Chapelle (D) | Liège-Guillemins - Visé - Maastricht (NL) - Aix-la-Chapelle (D)                                | Liège-Guillemins - Visé - Maastricht (NL) - Aix-la-Chapelle (D) | Liège-Guillemins - Visé - Maastricht (NL) - Aix-la-Chapelle (D) | Liège-Guillemins - Visé - Maastricht (NL) - Aix-la-Chapelle (D) | Liège-Guillemins - Visé - Maastricht (NL) - Aix-la-Chapelle (D) | Liège-Guillemins - Visé - Maastricht (NL) - Aix-la-Chapelle (D) | Liège-Guillemins - Visé - Maastricht (NL) - Aix-la-Chapelle (D) |
| S43   | Liège-Guillemins ⥋ Aachen Hbf (D) |                                                                 |                                                                                                |                                                                 |                                                                 |                                                                 |                                                                 |                                                                 |                                                                 |
| S43   | Ouverture / Fermeture 10 décembre 2023 / — | Longueur —                                                      | Durée 93 min                                                                                   | Nb. d’arrêts 14                                                 | Matériel Stadler Flirt 3 (Arriva Limburg)                       | Jours de fonctionnement —                                       | Jour / Soir / Nuit / Fêtes — / — / — / —                        | Voy. / an —                                                     | Dépôt —                                                         |
| S43   | Desserte : Liège-Guillemins - Bressoux - Visé - Eijsden (NL) - Maastricht Randwyck (NL) - Maastricht (NL) - Meerssen (NL) - Valkenburg (NL) - Heerlen (NL) - Landgraaf (NL) - Eygelshoven Markt (NL) - Herzogenrath (D) - Aachen West (D) - Aachen Hbf (D)                                                                       |                                                                 |                                                                                                |                                                                 |                                                                 |                                                                 |                                                                 |                                                                 |                                                                 |
| S43   | Autre : Voir Train des trois pays |                                                                 |                                                                                                |                                                                 |                                                                 |                                                                 |                                                                 |                                                                 |                                                                 |
| S43   | Dernière actualisation : — |                                                                 |                                                                                                |                                                                 |                                                                 |                                                                 |                                                                 |                                                                 |                                                                 |
| S44   | (Landen) - Waremme - Liège-Guillemins - Visé | (Landen) - Waremme - Liège-Guillemins - Visé                    | (Landen) - Waremme - Liège-Guillemins - Visé                                                   | (Landen) - Waremme - Liège-Guillemins - Visé                    | (Landen) - Waremme - Liège-Guillemins - Visé                    | (Landen) - Waremme - Liège-Guillemins - Visé                    | (Landen) - Waremme - Liège-Guillemins - Visé                    | (Landen) - Waremme - Liège-Guillemins - Visé                    | (Landen) - Waremme - Liège-Guillemins - Visé                    |
| S44   | Waremme (Landen le week-end) ⥋ Visé (Liège-Guillemins le week-end) |                                                                 |                                                                                                |                                                                 |                                                                 |                                                                 |                                                                 |                                                                 |                                                                 |
| S44   | Ouverture / Fermeture 10 décembre 2023 / — | Longueur —                                                      | Durée 56 min                                                                                   | Nb. d’arrêts 11                                                 | Matériel AM80                                                   | Jours de fonctionnement —                                       | Jour / Soir / Nuit / Fêtes — / — / — / —                        | Voy. / an —                                                     | Dépôt —                                                         |
| S44   | Desserte : (Landen) - Waremme - Bléret - Remicourt - Momalle - Fexhe-le-Haut-Clocher - Voroux - Bierset-Awans - Ans - Liège-Guillemins - Bressoux - Visé |                                                                 |                                                                                                |                                                                 |                                                                 |                                                                 |                                                                 |                                                                 |                                                                 |
| S44   | Autre : Le week-end, circule uniquement entre Landen et Liège-Guillemins, pour assurer la jonction entre les arrêts entre Waremme et Liège sur la ligne 36 et les trains IC vers Bruxelles en gare de Landen. |                                                                 |                                                                                                |                                                                 |                                                                 |                                                                 |                                                                 |                                                                 |                                                                 |
| S44   | Dernière actualisation : — |                                                                 |                                                                                                |                                                                 |                                                                 |                                                                 |                                                                 |                                                                 |                                                                 |

Les 4 lignes du réseau sont secondées par 3 lignes dites "L" (local), qui n'ont pas été reprises dans le projet car circulant à plus de 30 kilomètres de Liège.
- L1 : Namur - Huy - Liège-Guillemins
- L09 : Spa-Géronstère - Pepinster - Verviers-Central
- L15 : Marloie - Liège-Guillemins - Liers